# Selenops actophilus
Selenops actophilus är en spindelart som beskrevs av Chamberlin 1924. Selenops actophilus ingår i släktet Selenops och familjen Selenopidae. Inga underarter finns listade i Catalogue of Life.